# Thyreophora
Thyreophora („Nosiči štítů“) je skupina ptakopánvých dinosaurů rozdělována na dvě hlavní vývojové skupiny, a sice příslušníky stegosaurů a ankylosaurů. Kromě nich zahrnovala i několik blíže neklasifikovaných rodů a čeleď Scelidosauridae.

## Charakteristika
Tito tzv. obrnění dinosauři žili od rané jury do nejpozdnější křídy na většině území druhohorního světa. Mezi nejstarší zástupce patří marocké rody Adratiklit a Spicomellus, se stářím až 168 milionů let. Jejich společným rysem je přítomnost osteodermů - pevných kožních destiček, tvořících ochranný pancíř. Dnes tvoří někteří zástupci této skupiny jedny z nejpopulárnějších známých dinosaurů (např. rody Stegosaurus, Ankylosaurus ad.). Novějším výzkumem bylo nicméně zjištěno, že rod Scelidosaurus není společným předkem všech tyreoforů, ale spíše jen samotných ankylosauridů.
Obecně se pohybovali spíše pomalu, podle odhadů obvykle nedokázali při chůzi vyvinout vyšší rychlost než zhruba 5 až 8 km/h.
Největší známí zástupci, jako byl evropský stegosaurid Dacentrurus, dosahovali délky i přes 10 metrů a hmotnosti přes 7 tun.

## Historie a rozšíření
Název této skupině dal maďarský přírodovědec, paleontolog a albanolog baron Franz Nopcsa v roce 1915. Ačkoliv jsou tito dinosauři známí spíše ze severních kontinentů, jejich fosilie byly objeveny rovněž již ve středně jurských sedimentech Gondwany (na území argentinské Patagonie).
V roce 2021 byl oznámen objev fosilního otisku stopy jednoho z nejmenších známých jedinců tyreforního dinosaura. Jedná se 5,7 cm dlouhý otisk stopy mláděte stegosaurida, žijícího na území severozápadní Číny v období rané křídy (asi před 130 miliony let). Mohlo se jednat o mládě druhu Wuerhosaurus homheni.
Posledním (geologicky nejmladším) známým stegosauridem je nejspíš druh Yanbeilong ultimus, jehož fosilie jsou známé z asi 120 až 100 milionů let starých sedimentů na území čínské provincie Šan-si.

## Potrava
Tyreofoři byli pravděpodobně exkluzivními býložravci, spásajícími nízko rostoucí vegetaci. Nejčastější formou potravy pro ně byly zřejmě kapradiny, dále pak přesličky, plavuně a mechorosty, v menší míře potom semenné rostliny. To ukázal mikroskopický rozbor fosilního obsahu žaludku ve skvěle dochované zkamenělině kanadského nodosaurida rodu Borealopelta.

## Taxonomie
- INFRAŘÁD THYREOPHORA
  -  ?Tatisaurus
    - Jakapil
    - Emausaurus
    - Laquintasaura
    - Scutellosaurus
    - Yuxisaurus
    - Čeleď Scelidosauridae
      - Bienosaurus
      - Lusitanosaurus
      - Scelidosaurus

    - Eurypoda
      - Stegosauria
        - Čeleď Huayangosauridae
        - Čeleď Stegosauridae

      - Ankylosauria
        - Minmi
        - Kunbarrasaurus
        - Antarctopelta
        - Stegouros
        - Čeleď Nodosauridae
        - Čeleď Ankylosauridae